# Foho Manucleun
Der Foho Manucleun (Manucleun) ist ein osttimoresischer Berg im Suco Ritabou (Verwaltungsamt Maliana, Gemeinde Bobonaro). Er befindet sich im Nordosten der Aldeia Maganutu und hat eine Höhe von 580 m. Die Wasserläufe Biabuil und Anasola umfließen den Berg und vereinigen sich hinter ihm zum Babonasolan. Es sind Quellflüsse des Marobos.